# جورج كودرينغتون
جورج كودرينغتون (26 نوفمبر 1966 في باربادوس - ) هو لاعب كريكت كندي. شارك في دورة ألعاب الكومنولث 1998. وشارك مع منتخب كندا الوطني للكريكت.